# Euphorbia jansenvillensis
Euphorbia jansenvillensis är en törelväxtart som beskrevs av Gert Cornelius Nel. Euphorbia jansenvillensis ingår i släktet törlar, och familjen törelväxter. Inga underarter finns listade i Catalogue of Life.

## Bildgalleri

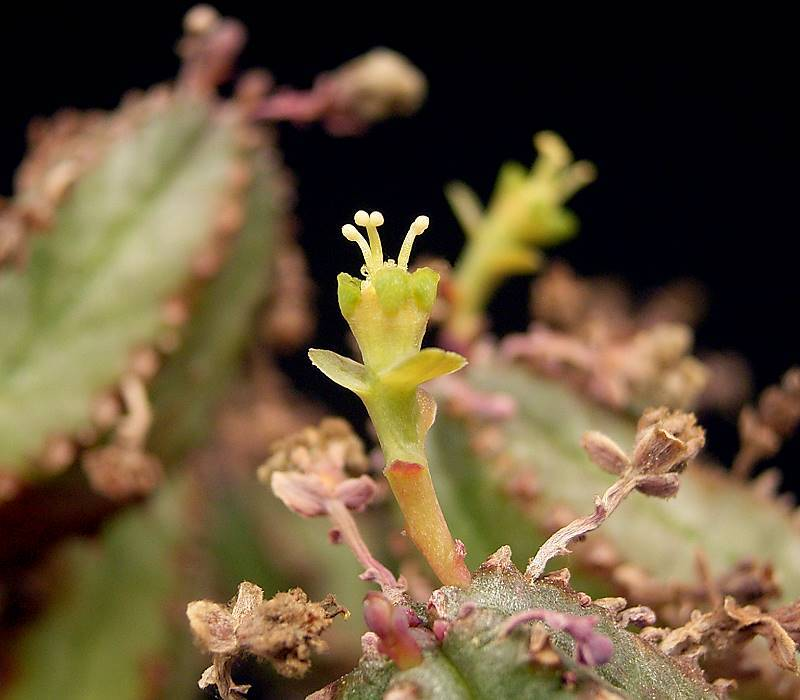